# El Progreso, Chichiquila
El Progreso är en ort i Mexiko.   Den ligger i kommunen Chichiquila och delstaten Puebla, i den sydöstra delen av landet, 220 km öster om huvudstaden Mexico City. El Progreso ligger 1 948 meter över havet och antalet invånare är 948.
Terrängen runt El Progreso är lite bergig. Runt El Progreso är det ganska tätbefolkat, med 214 invånare per kvadratkilometer. Närmaste större samhälle är Huatusco de Chicuellar, 8,7 km öster om El Progreso. I omgivningarna runt El Progreso växer huvudsakligen savannskog.